# مایکل گمبون
سِر مایکل جان گمبون CBE (انگلیسی: Sir Michael John Gambon؛ ۱۹ اکتبر ۱۹۴۰ – ۲۷ سپتامبر ۲۰۲۳) بازیگر ایرلندی-انگلیسی بود. او در طول شش دهه فعالیت، سه جایزهٔ الیویه، دو جایزهٔ انجمن بازیگران فیلم، و چهار جایزهٔ بفتا کسب کرد. او در سال ۱۹۹۹ به‌پاس مشارکت‌های خود در نمایش، به دریافت عنوان شوالیه از سوی ملکه الیزابت دوم مفتخر شد. آکادمی فیلم و تلویزیون ایرلند در سال ۲۰۱۷ به او جایزهٔ یک عمر دستاورد هنری را اهدا کرد و آیریش تایمز در سال ۲۰۲۰ او را یکی از بزرگ‌ترین بازیگران سینمایی ایرلند نامید.

## زندگی هنری
گمبون کار بازیگری را در سال ۱۹۶۲ به‌همراه لارنس الیویه به‌عنوان یکی از اعضای اصلی تئاتر ملی سلطنتی در نمایشنامه اُتلو  آغاز کرد. او در بسیاری از نمایش‌های آثار ویلیام شکسپیر از قبیل اتلو، هملت، مکبث و کوریولانوس حضور یافت. با اینکه حضور او در یک رشته نقش‌های مهم تلویزیونی و سینمایی در دهه ۱۹۸۰ و ۱۹۹۰ به خاطر  با ستایش هنری روبرو شد اما او کار در تئاتر را مهمترین بخش حیات حرفه می‌دانست.
مایکل گمبون نامزد سیزده جایزهٔ الیویه شد و سه بار این جایزه را برای نمایش گروه کر عدم تأیید (۱۹۸۵)، چشم‌اندازی از پل (۱۹۸۷) و مرد لحظه‌ها (۱۹۹۰) کسب کرد. در سال ۱۹۹۷ گمبون برای نخستین بار به تئاتر برادوی رفت و در نمایش نورگیر اثر دیوید هر حضور یافت که برای آن نامزد جایزهٔ تونی بهترین بازیگر مرد در نمایش شد.
نخستین فیلم گمبون اتلو (۱۹۶۵) بود و دیگر فیلم‌های قابل توجه او شامل آشپز، دزد، همسرش و عاشقش (۱۹۸۹)، بال‌های کبوتر (۱۹۹۷)، نفوذی (۱۹۹۹)، گاسفورد پارک (۲۰۰۱)، لطف حیرت‌آور (۲۰۰۶)، سخنرانی پادشاه (۲۰۱۰)، کوارتت (۲۰۱۲) و ویکتوریا و عبدل (۲۰۱۷) می‌شوند. او همچنین در فیلم‌های زندگی در آب با استیو زیسو (۲۰۰۴) و آقای فاکس شگفت‌انگیز (۲۰۰۹) اثر وس اندرسن حضور داشت. گمبون پس از مرگ ریچارد هریس، بازی در نقش آلبوس دامبلدور (مدیر مدرسه هاگوارتز) در مجموعهٔ سینمایی هری پاتر (۲۰۰۴–۲۰۱۱) را پذیرفت. گمبون همچنین برای بازی در فیلم تلویزیونی راهی به‌سوی جنگ (۲۰۰۲) و مجموعهٔ اما (۲۰۰۹) نامزد دریافت جایزهٔ امی ساعات پربیننده شد.

## زندگی شخصی
مایکل گمبون زاده دوبلین بود. خانواده او وقتی کودک بود به لندن کوچ کردند. گمبون در سال ۱۹۶۲ که ۲۲ ساله بود با ریاضی‌دان اَن میلر ازدواج کرد. او که به حفظ حریم خصوصی خود شهرت داشت یک بار به سؤال مصاحبه‌کننده‌ای در مورد همسرش با پرسیدن «چه همسری؟» پاسخ داد. این دو در گریوزند، کنت زندگی می‌کردند. آن‌ها پسری به نام فرگوس داشتند.
گمبون در سال ۲۰۰۱ فیلیپا هارت (زنی که ۲۵ سال از او کوچکتر بود) را حین فیلم‌برداری گاسفورد پارک به صحنه فیلم‌برداری آورد و او را به‌عنوان دوست‌دخترش به هم‌بازی‌هایش معرفی کرد. هنگامی که رابطه آن‌ها در سال ۲۰۰۲ اعلام شد او از خانه مشترک با همسر خود خارج شد. او از سال ۲۰۰۰ با هارت زندگی می‌کرد. در فوریهٔ ۲۰۰۷ مشخص شد که هارت از گمبون باردار بوده و پسری به دنیا آورده‌است. هارت در سال ۲۰۰۹ سومین فرزند گمبون را به دنیا آورد.
در جشن سال نوی ۱۹۹۸ گمبون به‌پاس خدمات خود در نمایش، لقب شوالیه را کسب کرد.
گمبون خلبان شخصی دوره‌دیده بود. علاقهٔ او به خودروها باعث شد تا در سریال بی‌بی‌سی، تخت‌گاز ظاهر شود.

## درگذشت
گمبون در ۲۷ سپتامبر ۲۰۲۳ در ۸۲ سالگی پس از ابتلا به سینه‌پهلو درگذشت.

## فیلم‌شناسی

### فیلم
| سال  | عنوان                                      | نقش                       | توضیحات                 |
| ---- | ------------------------------------------ | ------------------------- | ----------------------- |
| ۱۹۶۵ | اتلو                                       | کمپانی                    |                         |
| ۱۹۷۳ | Nothing but the Night                      | بازرس گرانت               |                         |
| ۱۹۷۴ | The Beast Must Die                         | یان یارموکوفسکی           |                         |
| ۱۹۸۵ | خاطرات لاک‌پشت                              | جورج فیربرن               |                         |
| ۱۹۸۸ | Paris by Night                             | جرالد پیج                 |                         |
| ۱۹۸۸ | Missing Link                               | گوینده (صداپیشه)          |                         |
| ۱۹۸۹ | The Rachel Papers                          | دکتر نود                  |                         |
| ۱۹۸۹ | فصل سفید خشک                               | قاضی                      |                         |
| ۱۹۸۹ | آشپز، دزد، همسرش و عاشقش                   | آلبرت اسپیکا              |                         |
| ۱۹۹۱ | بزهکاران                                   | سالواتوره مارانتسانو      |                         |
| ۱۹۹۲ | اسباب بازی‌ها                               | ژنرال لیلاند زوو          |                         |
| ۱۹۹۴ | A Man of No Importance                     | ایور جی. گارنی            |                         |
| ۱۹۹۴ | تخته سنگ تمیز                              | فیلیپ کرنل                |                         |
| ۱۹۹۴ | Squanto: A Warrior's Tale                  | سر جرج                    |                         |
| ۱۹۹۴ | The Browning Version                       | دکتر فروبیشر              |                         |
| ۱۹۹۵ | Bullet to Beijing                          | الکس                      |                         |
| ۱۹۹۵ | Two Deaths                                 | دانیل پاونیک              |                         |
| ۱۹۹۵ | Nothing Personal                           | لئونارد                   |                         |
| ۱۹۹۵ | Midnight in Saint Petersburg               | الکس                      |                         |
| ۱۹۹۶ | ماری رایلی                                 | آقای ریلی                 |                         |
| ۱۹۹۶ | The Innocent Sleep                         | Det. Insp. Matheson       |                         |
| ۱۹۹۷ | قمارباز                                    | فیودور داستایفسکی         |                         |
| ۱۹۹۷ | بال‌های کبوتر                               | لیونل کروی                |                         |
| ۱۹۹۸ | Dancing at Lughnasa                        | پدر جک موندی              |                         |
| ۱۹۹۸ | پلانکت و مک‌لین                             | لرد گیبسون                |                         |
| ۱۹۹۹ | A Monkey's Tale                            | استاد مارتین (صداپیشه)    |                         |
| ۱۹۹۹ | Dead on Time                               | موریس                     |                         |
| ۱۹۹۹ | نفوذی                                      | توماس سندفور              |                         |
| ۱۹۹۹ | The Last September                         | سر ریچارد نیلور           |                         |
| ۱۹۹۹ | اسلیپی هالو                                | بالتوس ون تاسل            |                         |
| ۲۰۰۱ | گاسفورد پارک                               | سر ویلیام مک‌کوردل         |                         |
| ۲۰۰۱ | شارلوت گری                                 | لواد                      |                         |
| ۲۰۰۱ | High Heels and Low Lifes                   | کریگان                    |                         |
| ۲۰۰۱ | سرود کریسمس: فیلم                          | هدیه شبح کریسمس (صداپیشه) |                         |
| ۲۰۰۲ | علی جی اینداهوس                            | نخست وزیر                 |                         |
| ۲۰۰۳ | کتاب بدی گرگ کوچولو                        | عمو بیگباد (صداپیشه)      |                         |
| ۲۰۰۳ | بازیگران                                   | برلر                      |                         |
| ۲۰۰۳ | چراگاه آزاد                                | دنتون باکستر              |                         |
| ۲۰۰۳ | سیلویا                                     | پروفسور توماس             |                         |
| ۲۰۰۳ | آبی عمیق                                   | گوینده                    | فیلم مستند              |
| ۲۰۰۴ | فقط جای ایستاده                            | لری                       |                         |
| ۲۰۰۴ | جولیا بودن                                 | جیمی لنگتون               |                         |
| ۲۰۰۴ | کاپیتان اسکای و دنیای فردا                 | موریس پیلی                |                         |
| ۲۰۰۴ | کیک لایه‌ای                                 | ادی تمپل                  |                         |
| ۲۰۰۴ | زندگی در آب با استیو زیسو                  | زندگی در آب با استیو زیسو |                         |
| ۲۰۰۴ | هری پاتر و زندانی آزکابان                  | آلبوس دامبلدور            |                         |
| ۲۰۰۵ | هری پاتر و جام آتش                         | آلبوس دامبلدور            |                         |
| ۲۰۰۵ | داستان روح‌های ازدست‌رفته: «فقط جای ایستاده» | لری                       |                         |
| ۲۰۰۶ | طالع نحس                                   | یوهان بوگنهاگن            |                         |
| ۲۰۰۶ | چوپان خوب                                  | دکتر فردریک               |                         |
| ۲۰۰۶ | برادر جان دافی                             | گوینده (صداپیشه)          |                         |
| ۲۰۰۶ | لطف حیرت‌آور                                | چارلز جیمز فاکس           |                         |
| ۲۰۰۷ | شب خوب                                     | آلن وایگرت                |                         |
| ۲۰۰۷ | نانوا                                      | لئو                       |                         |
| ۲۰۰۷ | آلپ‌هت                                      | گوینده                    | فیلم مستند              |
| ۲۰۰۷ | هری پاتر و محفل ققنوس                      | آلبوس دامبلدور            |                         |
| ۲۰۰۸ | باری دیگر برایدزهد                         | لرد مارچمین               |                         |
| ۲۰۰۹ | هری پاتر و شاهزاده دورگه                   | آلبوس دامبلدور            |                         |
| ۲۰۰۹ | آقای فاکس شگفت‌انگیز                        | فرانکلین بین (صداپیشه)    |                         |
| ۲۰۱۰ | کتاب الی                                   | جرج                       |                         |
| ۲۰۱۰ | سخنرانی پادشاه                             | جرج پنجم                  |                         |
| ۲۰۱۰ | هری پاتر و یادگاران مرگ – قسمت اول         | آلبوس دامبلدور            | حضور افتخاری            |
| ۲۰۱۱ | هری پاتر و یادگاران مرگ – قسمت دوم         | آلبوس دامبلدور            | حضور افتخاری            |
| ۲۰۱۲ | کوارتت                                     | سدریک لیوینگستون          |                         |
| ۲۰۱۴ | وحدت                                       | گوینده                    | فیلم مستند              |
| ۲۰۱۴ | پدینگتون                                   | عمو پاستوزو (صداپیشه)     |                         |
| ۲۰۱۶ | ارتش بابا                                  | سرباز گادفری              |                         |
| ۲۰۱۶ | درود بر سزار!                              | گوینده (صداپیشه)          |                         |
| ۲۰۱۷ | خانه نایب الملک                            | هاستینگز اسمای            |                         |
| ۲۰۱۷ | دیوانه عادی بودن                           | سیدنی کوتوک               |                         |
| ۲۰۱۷ | ویکتوریا و عبدل                            | رابرت گاسکوین-سسیل        |                         |
| ۲۰۱۷ | کینگزمن: محفل طلایی                        | سر گیلز / آرتور           |                         |
| ۲۰۱۷ | پدینگتون ۲                                 | عمو پاستوزو (صداپیشه)     |                         |
| ۲۰۱۸ | آخرین شاهد                                 | فرانک همیلتون             |                         |
| ۲۰۱۸ | پادشاه دزدان                               | بیلی «فیش» لینکلن         |                         |
| ۲۰۱۸ | مرگ و زندگی جان اف. دونوون                 | مرد در رستوران گوینده     | نقش دوگانه صداپیشه      |
| ۲۰۱۸ | جانی اینگلیش دوباره حمله می‌کند             | مامور پنج                 | حضور افتخاری بدون کردیت |
| ۲۰۱۹ | جودی                                       | برنارد دلفانت             |                         |
| ۲۰۱۹ | کوردلیا                                    | موزس                      |                         |